# Division I i bandy 1965/1966
Division I i bandy 1965/1966 var Sveriges högsta division i bandy säsongen 1965/1966. Norrgruppstvåan IK Sirius lyckades vinna svenska mästerskapet efter seger med 5-0 norrgruppsfyran Brobergs IF i finalmatchen på Studenternas IP i Uppsala den 12 mars 1966.

## Upplägg
De fyra bäst placerade lagen i var och en av de två geografiskt indelade 10-lagsgrupperna gick till någon av de två slutspelsserierna, där gruppsegrarna gick till final, medan tvåorna möttes i spel om tredje pris. Lag 7-8 i respektive grupp flyttades ned till Division II.

## Förlopp
- Skytteligan vanns av Claes-Håkan Asklund, Bernt Ericsson, Falu BS med 35 fullträffar.[2].

- Finalmatchen tidigarelades med en dag, från söndag till lördag, jämfört med vad som först var planerat. Detta berodde på TV-sändningarna från världsmästerskapet i ishockey i det dåvarande Jugoslavien, som avslutades på söndagen med matchen mellan Sverige och Kanada. Finalmatchen brukade vid denna tid spelas på Stockholms stadion, och så var det planerat även denna säsong. Men i slutet av februari 1966, efter en så kallad vargavinter i Sverige, tog våren och värmen över. Matcher fick därför flyttas, bland annat bandymatchen IFK Stockholm-IK Heros som var planerad att spelas på Stockholms stadion den 2 februari 1966.[3] Konstis behövdes till finalmatchen, och Svenska Bandyförbundet valde då Uppsala som finalort, fastän detta gav IK Sirius hemmaplan och därmed inte kunde räknas som neutral plan. Man motiverade valet med publikintresset, då bandy vid denna tid var populärt i Uppsala. Inte heller senare har Stockholms stadion använts för bandy i Sveriges högsta division för herrar, eftersom den har stängts ner för bandyspel.[4] SM-finalen 1966 var den första att spelas under påslagna elljus.[5]

## Seriespelet

### Division I norra
| Nr | Lag            | S  | V  | O | F  | +/-     | P  |
| -- | -------------- | -- | -- | - | -- | ------- | -- |
| 1  | Brobergs IF    | 18 | 12 | 0 | 6  | 80 - 46 | 24 |
| 2  | IK Sirius      | 18 | 9  | 6 | 3  | 60 - 33 | 24 |
| 3  | Sandvikens AIK | 18 | 9  | 6 | 3  | 51 - 26 | 24 |
| 4  | Falu BS        | 18 | 9  | 3 | 6  | 71 - 54 | 21 |
| 5  | Ljusdals BK    | 18 | 8  | 4 | 6  | 52 - 38 | 20 |
| 6  | Edsbyns IF     | 18 | 7  | 2 | 9  | 50 - 66 | 16 |
| 7  | IFK Stockholm  | 18 | 6  | 3 | 9  | 40 - 54 | 15 |
| 8  | Skutskärs IF   | 18 | 6  | 2 | 10 | 53 - 52 | 14 |
| 9  | Västanfors IF  | 18 | 5  | 2 | 11 | 50 - 85 | 12 |
| 10 | IK Heros       | 18 | 4  | 2 | 12 | 46 - 99 | 10 |

### Division I södra
| Nr | Lag             | S  | V  | O | F  | +/-     | P  |
| -- | --------------- | -- | -- | - | -- | ------- | -- |
| 1  | Tranås BoIS     | 18 | 11 | 2 | 5  | 63 - 48 | 24 |
| 2  | Nässjö IF       | 18 | 11 | 1 | 6  | 77 - 49 | 23 |
| 3  | Hammarby IF     | 18 | 11 | 0 | 7  | 55 - 40 | 22 |
| 4  | IF Göta         | 18 | 9  | 4 | 5  | 47 - 39 | 22 |
| 5  | Hälleforsnäs IF | 18 | 8  | 5 | 5  | 44 - 41 | 21 |
| 6  | Västerås SK     | 18 | 8  | 4 | 6  | 52 - 57 | 20 |
| 7  | Katrineholms SK | 18 | 4  | 7 | 7  | 46 - 47 | 15 |
| 8  | Örebro SK       | 18 | 6  | 3 | 9  | 38 - 51 | 15 |
| 9  | Djurgårdens IF  | 18 | 5  | 3 | 10 | 41 - 57 | 13 |
| 10 | IFK Kungälv     | 18 | 1  | 3 | 14 | 30 - 74 | 5  |

## Slutspelsserier

### Slutspelgrupp A
| Nr | Lag         | S | V | O | F | +/-     | P |
| -- | ----------- | - | - | - | - | ------- | - |
| 1  | Brobergs IF | 3 | 3 | 0 | 0 | 18 - 7  | 6 |
| 2  | Hammarby IF | 3 | 2 | 0 | 1 | 15 - 10 | 4 |
| 3  | IF Göta     | 3 | 1 | 0 | 2 | 10 - 16 | 2 |
| 4  | Falu BS     | 3 | 0 | 0 | 3 | 4 - 14  | 0 |

### Slutspelgrupp B
| Nr | Lag            | S | V | O | F | +/-     | P |
| -- | -------------- | - | - | - | - | ------- | - |
| 1  | IK Sirius      | 3 | 2 | 1 | 0 | 7 - 2   | 5 |
| 2  | Nässjö IF      | 3 | 2 | 0 | 1 | 11 - 8  | 4 |
| 3  | Sandvikens AIK | 3 | 0 | 2 | 1 | 10 - 12 | 2 |
| 4  | Tranås BoIS    | 3 | 0 | 1 | 2 | 7 - 13  | 1 |

## Svenska mästerskapet 1966

### Match om tredje pris
- 13 mars 1966: Nässjö IF-Hammarby IF 9-2

### Final
- 12 mars 1966: IK Sirius-Brobergs IF 5-0 (Studenternas IP, Uppsala)

## Svenska mästarna
Mall:IK Sirius Bandy 1965/1966